# Pneumonectomie
La pneumonectomie, ou pneumectomie, est l'ablation chirurgicale de l'intégralité d'un des poumons. L'enlèvement d'un seul lobe du poumon est plus spécifiquement appelé lobectomie, et celle d'un segment d'un lobe segmentectomie. L'intervention est le plus souvent réalisée pour un cancer du poumon localisé au thorax, lorsque la tumeur est proche de la racine du poumon, appelée hile.

## Historique
Avant 1931, toutes les tentatives de pneumonectomies (indépendamment de la maladie sous-jacente) se sont soldées, à court ou moyen terme, par le décès du patient, soit par hémorragie, soit par infection. Les techniques anciennement décrites étaient basées sur la ligature en masse du hile pulmonaire (entraînant une fistule bronchique et l'infection de la cavité, voire une érosion de l'artère pulmonaire menant au décès par hémorragie massive) ; afin de tenter de prévenir ces complications, une thoracoplastie était souvent réalisée dans le même temps mais sans succès. Evarts Graham avait publié en 1923 une technique de pneumonectomie au cautère, en plusieurs temps opératoires réalisés à plusieurs jours d'intervalle, et qui n'était pas une ablation anatomique du poumon mais une cautérisation violente, sous anesthésie locale, du hile pulmonaire.
Rudolf Nissen a réalisé en 1931 à Berlin la première pneumonectomie réussie. La patiente était une enfant de 12 ans, victime d'un écrasement du thorax par une carriole, et qui souffrait de pneumopathies gauches à répétition en raison d'une atélectasie séquellaire du poumon. Nissen procéda en plusieurs temps, d'abord sectionnant le nerf phrénique dans sa partie cervicale afin de diminuer la taille de la cavité pleurale, puis en réalisant un packing de la cavité et une pariétectomie intéressant trois arcs costaux. Deux semaines plus tard, il procéda à la ligature en masse du hile pulmonaire. Encore deux semaines plus tard, il retira enfin le poumon nécrosé. Les suites opératoires furent marquées d'une fistule bronchique qui cicatrisa spontanément. Un an plus tard, Cameron Haight, à Ann Arbor dans le Michigan, réussit une pneumonectomie dans des conditions similaires chez une adolescente souffrant d'une grave pneumopathie, là encore avec des suites simples pour l'époque.
La première pneumonectomie pour cancer réussie a été réalisée à Saint-Louis par Evarts A. Graham le 5 avril 1933. Le patient était un gynécologue de 48 ans, James Gilmore, qui présentait une toux depuis sept mois et souffrait d'un carcinome épidermoïde situé à l'origine du lobe supérieur gauche.
Quelques mois après l'intervention de Graham, Edward Archibald réalisa à Montréal la première pneumonectomie avec dissection et ligature séparée des éléments du hile pulmonaire. Il s'agissait, là encore, d'une pneumonectomie gauche, cette fois chez un homme de 31 ans atteint d'un sarcome pulmonaire. Peu après, William F. Rienhoff réussit lui aussi deux pneumonectomies gauches selon la même technique au Johns Hopkins Hospital. Il fut le premier à insister sur l'importance d'une ligature séparée des éléments du hile afin de prévenir la fistule bronchique et partant l'infection post-opératoire :

« La ligature séparée des vaisseaux et le minimum de dommage fait à la bronche en la suturant permettent une cicatrisation d'emblée des membranes muqueuses bronchiques. La bronche souche doit être sectionnée près de la bifurcation trachéale, laissant un moignon court… La bronche ne doit pas être séparée de son tissu péribronchique par la dissection… L'artère bronchique doit être liée au niveau de la section bronchique. »

— Rienhoff Jr WF, « Pneumonectomy. A preliminary report of the operative technique in two successful cases. » Bulletin of the Johns Hopkins Hospital 1933;53:390.
Ces préceptes sont encore aujourd'hui reconnus comme des éléments majeurs de la prévention des fistules bronchiques.
C'est en 1938 que Clarence Crafoord publia une monographie standardisant la technique opératoire des pneumonectomies telle qu'elle fut utilisée jusqu'à l'avènement des techniques d'épargne musculaire des décennies plus tard.

## Rappels anatomiques
Les poumons sont chacun contenu dans une cavité pleurale, à l'intérieur de la cage thoracique. Chaque poumon est composé de lobes (deux à gauche, et trois à droite) ; l'air y parvient par les bronches souches droite et gauche, amené par la trachée, qui se divise au niveau de la carène. La racine du poumon, appelée hile, contient, outre la bronche souche, le tronc de l'artère pulmonaire (qui se divise ensuite pour alimenter les différents segments du poumon) et les deux veines pulmonaires.
Le drainage lymphatique du poumon se fait par plusieurs aires ganglionnaires du médiastin.
Les poumons sont situés à proximité des gros vaisseaux intrathoraciques tels que l'aorte, la veine cave supérieure et les troncs supraaortiques, mais aussi de structures telles que l'œsophage et le diaphragme. Ces éléments sont susceptibles d'être envahis en cas de tumeur localement avancée et en ce cas d'être retirés, en partie ou en totalité, lors de l'ablation d'un poumon pour cette raison.

## Indications

Spiromètre d'incitation.

Les pneumonectomies ont deux grands types d'indication : les cancers développés dans le poumon (le plus souvent des cancers bronchiques non à petites cellules, plus rarement des métastases d'autres cancers) et, beaucoup plus rarement, les maladies infectieuses détruisant le poumon comme les aspergillomes ou la tuberculose.

### Pneumonectomies pour cancer

#### Sélection des patients
Comme toute résection pulmonaire pour cancer, la pneumonectomie ne peut être proposée qu'aux patients dont la maladie est localisée au thorax. Le bilan préopératoire s'attache donc à vérifier l'absence de métastases ou d'infiltration ganglionnaire massive.
Le poumon restant ne peut pas compenser la fonction du poumon retiré. Diverses explorations fonctionnelles (explorations fonctionnelles respiratoires, épreuve d'effort, scintigraphie pulmonaire) sont destinées à vérifier que la fonction pulmonaire postopératoire ne sera pas trop basse, auquel cas la chirurgie serait contre-indiquée. Un bilan cardiologique est également réalisé afin de vérifier l'absence d'hypertension artérielle pulmonaire et d'insuffisance cardiaque.

#### Résections étendues
En cas d'envahissement local majeur, il est possible d'emporter en bloc, avec la pièce opératoire, certaines structures environnantes :
- veine cave supérieure (qui est alors pontée) ;
- veine azygos ;
- carène ;
- une partie de l'oreillette gauche ;
- paroi thoracique ;
- diaphragme.

Les pleuropneumonectomies sont une entité particulière où la plèvre pariétale est emportée avec le poumon. Ce type de chirurgie a été le plus souvent proposé pour des mésothéliomes.

### Pneumonectomies pour causes infectieuses
La pneumonectomie est, en 2016, un traitement de dernier recours pour les lésions pulmonaires infectieuses. Elle doit être évitée autant que possible en raison du risque de complications (plus élevé que dans les pneumonectomies pour cancer). Par ailleurs, l'état nutritionnel et fonctionnel respiratoire médiocre des patients souffrant d'infections chroniques, et notamment d'aspergillose, augmente encore le taux et la gravité des complications,.
Elle est principalement indiquée en cas de destruction complète du parenchyme pulmonaire (le plus souvent par nécrose), ou en cas de risque hémorragique majeur par érosion de l'artère pulmonaire. L'analyse du registre Epithor, de 2003 à 2013, a retrouvé en premier lieu les abcès pulmonaires, suivie de la destruction pulmonaire après tuberculose, et enfin de l'aspergillose.

## Bilan pré-opératoire
Le bilan pré-opératoire doit comprendre, dans le cas des cancers, un bilan d'extension s'assurant que la maladie demeure limitée au thorax. Il comprendra un scanner corps entier, un TEP scanner, et au besoin une exploration des ganglions du médiastin, soit par médiastinoscopie, soit par EBUS. La fibroscopie bronchique permet, elle, tant d'avoir un diagnostic en réalisant une biopsie de la lésion, que de vérifier l'extension endobronchique et donc de préciser le geste opératoire.
Un bilan fonctionnel est impératif. Il comprend un bilan cardiologique et un bilan respiratoire. Si le VEMS et la DLCO, mesurés sur les explorations fonctionnelles respiratoires, sont bas, un test d'effort est recommandé. Les valeurs prédictives post-opératoires (« ppo ») sont calculées d'après une scintigraphie pulmonaire évaluant la perfusion du poumon à retirer. L'intervention est habituellement contre-indiquée en cas de réserve fonctionnelle trop faible, correspondant à un VEMSppo inférieur à 30 % de la valeur théorique, une DLCOppo inférieure à 33 % des valeurs théoriques et une VO2maxppo inférieure à 12 mL/kg/min. Chez les patients fragiles, des séances de kinésithérapie respiratoire sont recommandées avant l'intervention.
Enfin, l'indication opératoire doit être validée en réunion de comité multidisciplinaire comprenant des représentants des équipes de chirurgie thoracique, de radiothérapie et d'oncologie. Un sevrage tabagique effectif est également recommandé 6 semaines avant la chirurgie.

## Technique opératoire

### Aspects généraux
L'intervention est réalisée par thoracotomie latérale ou, le plus souvent, postéro-latérale, de manière à obtenir une exposition optimale sur le hile pulmonaire. En cas d'envahissement de la paroi thoracique par la tumeur, une pariétectomie peut être associée au geste pulmonaire de manière à retirer l'ensemble de la tumeur en un seul bloc.
Le premier temps est le temps vasculaire, où les veines pulmonaires supérieure et inférieure, puis le tronc de l'artère pulmonaire, sont disséqués, liés et sectionnés. L'ordre de la ligature des vaisseaux (veine première ou non) ne semble pas influencer le taux de récidive. La plupart du temps, les vaisseaux sont abordés à l'extérieur du péricarde mais, en cas d'envahissement très proximal par la tumeur, ils peuvent être liés dans le péricarde, au plus près du cœur. Dans le cas des veines pulmonaires, au besoin, une collerette d'oreillette gauche peut être réséquée, emportant les deux veines pulmonaires et la partie de l'oreillette où elles se jettent. Les techniques de ligature peuvent être manuelles, par une suture sur le moignon tenu en pince, ou automatique, par une agrafeuse de type GIA ou TA.
Le temps bronchique est ensuite réalisé. La plupart du temps, la bronche souche est sectionnée à son origine mais, en cas d'un envahissement tumoral très proximal, il est possible de réaliser une résection de la carène de la trachée. La bronche souche controlatérale est alors anastomosée à la basse trachée.
L'espace libéré par le poumon réséqué est appelé « cavité de pneumonectomie. »

### Prévention de la fistule du moignon bronchique
Le moignon bronchique est un tissu fragile, dont la cicatrisation peut être difficile. En cas de défaut de cicatrisation, un pertuis peut apparaître sur la suture et mettre la cavité en communication avec l'arbre bronchique. On parle alors de fistule bronchique.
Afin de prévenir les défauts de cicatrisation, plusieurs précautions sont prises lors de l'intervention. Tout d'abord, les vaisseaux capillaires nourriciers de la bronche souche étant situés à sa face arrière, la dissection doit être autant que possible évitée à cet endroit-là, afin de ne pas dévasculariser le moignon. Ensuite, de manière systématique, un lambeau nourricier est apposé au moignon bronchique. Plusieurs types de moignons ont été décrits : lambeau intercostal, lambeau de péricarde, ou encore de thymus.
Il existe par ailleurs une controverse sur la manière de suturer la bronche afin de prévenir les fistules. Plusieurs techniques manuelles ont été décrites et sont utilisées par les différentes équipes, sans que l'une ou l'autre ait fait preuve de sa supériorité. Le cœur du débat est entre l'agrafage mécanique et la suture manuelle : l'agrafage mécanique est considéré comme plus régulier, mais l'écrasement du moignon par la pince agrafeuse pourrait diminuer la vascularisation locale et fragiliser les tissus.

### Drainage
Le drainage de la cavité n'est pas pratiqué par toutes les équipes.

## Anesthésie
L'anesthésie générale est toujours requise. L'intubation se fait avec une sonde sélective dirigée dans la bronche du côté non opéré afin de permettre de travailler sur un poumon dégonflé.

### Monitorage peropératoire
Le monitorage cardiovasculaire est particulièrement important en raison du risque de chute tensionnelle au moment du clampage de l'artère pulmonaire, ainsi que du risque de saignement. Le sondage urinaire permet de mesurer la diurèse durant l'intervention.
Un cas de risque de geste sur la veine cave supérieure, il faut disposer d'une voie veineuse dans le territoire cave inférieur (en pratique sur le pied).

### Prise en charge de la douleur
Une analgésie locorégionale (péridurale, bloc paravertébral) est le plus souvent proposée aux patients afin de mieux contrôler les douleurs post-opératoires. L'anesthésie péridurale est considérée depuis longtemps comme la référence en termes de prise en charge de la douleur après thoracotomie. L'anesthésie péridurale consiste à injecter un produit anesthésiant dans l'espace épidural, autour de la moelle épinière, afin de bloquer la transmission des informations douloureuses. Elle est réalisée avant l'intervention, afin de diminuer les besoins en morphine en peropératoire, et peut être laissée en place plusieurs jours après (en général au moins 48 heures. En diminuant la douleur postopératoire, elle diminue les besoins (et donc les effets secondaires) en morphiniques, et diminue la fréquence des complications respiratoires, l'absence de douleur permettant une toux et un drainage bronchique plus efficace. Toutefois, son effet indésirable majeur, l'hypotension (causée par un bloc sympathique), limite son utilisation, en particulier chez les patients atteints de coronaropathie. Enfin, les patients sous traitement anticoagulant ou antiagrégant ne sont pas éligibles à la technique en raison du risque de saignement au point de ponction. Le taux d'échec de l'anesthésie péridurale en chirurgie thoracique est compris entre 10 et 32 % selon les études.
Le bloc paravertébral est une alternative récente à l'anesthésie péridurale. Il consiste à l'infiltration par un anesthésique local de l'espace paravertébral et des racines nerveuses innervant la paroi au niveau de la thoracotomie. En raison de ce caractère plus local, il n'entraîne pas d'hypotension. Le taux de complications moindre et la plus grande facilité de pose sous contrôle échographique lui ont conféré une popularité croissante. Son efficacité sur la douleur et la diminution des complications respiratoires est comparable à celle de l'anesthésie paravertébrale. Cependant, les mêmes restrictions envers les traitements anticoagulants sont émises.

## Complications

### Mortalité
Depuis les premières pneumonectomies en 1932, le taux de mortalité, initialement très important, a diminué et continue encore de diminuer. Il est actuellement compris entre 3 et 6 %. Les complications non mortelles concernent 25 à 60 % des patients selon les séries.
Les facteurs de risque de la mortalité à 30 jours sont un score ASA élevé, la coronaropathie, la dénutrition, le diabète déséquilibré, un VEMS bas, et les insuffisances d'organe, en particulier insuffisance cardiaque et insuffisance rénale chronique.

### Complications cardiaques
Elles sont dominées par les troubles du rythme cardiaque (en particulier la fibrillation atriale chez 4 à 25 % des opérés), suivies des complications ischémiques (risque d'infarctus du myocarde de 0,2 à 2,1 %) et par l'hypertension artérielle pulmonaire.

#### Troubles du rythme cardiaque
Dans le cadre des troubles du rythme, les recommandations de prévention émises par la STS sont les suivantes :
- poursuite d'un traitement de fond par bêta-bloquants après l'intervention ;
- le traitement préventif par diltiazem ou amiodaroneest contre-indiqué chez les patients opérés d'une pneumonectomie ;
- les digitaliques et le flécaïnide ne sont pas recommandés dans cette indication.

Les recommandations thérapeutiques de la STS sont les suivantes :
- en cas de mauvaise tolérance hémodynamique, la cardioversion électrique est recommandée ;
- en cas de bonne tolérance hémodynamique mais de mauvaise tolérance clinique, la cardioversion chimique est recommandée, puis électrique en cas d'échec ;
- en cas de bonne tolérance clinique, la priorité est au contrôle de la fréquence et non du rythme ;
- après 24h d'AC/FA avec une fréquence lente ou de passages répétés en AC/FA paroxystique, une cardioversion chimique (puis électrique en cas d'échec) est à discuter.

Les médicaments recommandés dans l'AC/FA postopératoire sont le diltiazem pour le contrôle de la fréquence et l'amiodarone ou le flécaïnide pour le contrôle du rythme. La digoxine n'est pas recommandée seule pour ralentir la fréquence cardiaque, bien qu'elle puisse être utile en combinaison avec le diltiazem. Lorsque la cardioversion (retour en rythme sinusal régulier) est effective, le traitement anti-arythmique doit être poursuivi jusqu'à la 6e semaine post-opératoire. Une anticoagulation efficace n'est pas recommandée chez ces patients revenus en rythme sinusal ; en cas de persistance d'une arythmie, l'anticoagulation (de préférence par warfarine ou un autre antivitamine K, avec un INR cible entre 2 et 2,5) doit être discutée en fonction des facteurs de risque d'AVC (critères CHADS2).

#### Souffrance myocardique
Une coronaropathie préexistante étant un facteur de risque de mortalité, elle doit être dépistée et traitée au besoin avant l'intervention afin de diminuer le risque d'infarctus du myocarde en post-opératoire. Les recommandations sur la revascularisation coronaire préopératoire des examens complémentaires uniquement chez les patients à risque cardiovasculaire élevé ou moyen, à faible capacité fonctionnelle à l'effort, par scintigraphie myocardique en premier lieu et au besoin par coronarographie. Une revascularisation coronaire (par pontage aorto-coronarien ou pose de stent durant une coronarographie) n'est pas recommandée de principe, mais réservée aux patients qui, indépendamment de la chirurgie pulmonaire prévue, relèveraient d'une revascularisation. Il est à noter que l'implantation d'un stent actif, qui nécessite une double anti-agrégation plaquettaire pendant plusieurs mois, repousse l'intervention d'autant ; la dilatation simple au ballonnet ou les stents nus leur sont donc préférés.

#### Hypertension artérielle pulmonaire
Une HTAP sévère préexistante (PAPm > 55 mmHg) est une contre-indication à la pneumonectomie. Toutefois, même en cas de pression artérielle pulmonaire préopératoire normale, entre 40 et 60 % des patients développent une HTAP après la chirurgie. Elle concerne davantage les patients plus âgés et ceux ayant subi une pneumonectomie gauche. Elle est habituellement faible et sans impact fonctionnel significatif.

#### Autres complications cardiaques
Les complications cardiaques plus rares comprennent la tamponnade péricardique et la luxation cardiaque. Elles concernent principalement les patients chez qui le péricarde a été ouvert durant l'intervention, et nécessitent un traitement chirurgical.

### Complications pulmonaires
Les pneumopathies sur le poumon restant concernent 2 à 10 % des opérés et sont toujours menaçantes en raison de la faible réserve ventilatoire. Elles sont le plus souvent consécutives à un encombrement bronchique. Ce mauvais drainage bronchique est favorisé par la position allongée, la douleur (qui empêche une toux efficace), et parfois par une paralysie récurrentielle. La prévention réside dans la kinésithérapie respiratoire et le lever précoce, ainsi que le sevrage tabagique préopératoire, qui diminue la quantité des sécrétions bronchiques. Une fistule bronchique doit, le cas échéant, être recherchée.
L'œdème pulmonaire post-pneumonectomie est un syndrome de détresse respiratoire aiguë (SDRA), plus rare mais survenant jusque dans 8 % des cas, qui s'installe généralement à partir du septième jour. Les causes en sont mal établies, mais plusieurs facteurs favorisants ont été identifiés, : barotraumatisme durant la ventilation unipulmonaire, stress oxydant lié à un apport d'oxygène trop élevé, micro-embolies, transfusion sanguine massive, infection pulmonaire évoluant à bas bruit... La mortalité est élevée (50 à 70 %),. Le traitement est celui des symptômes : ventilation pulmonaire mécanique protectrice, baisse de la FiO2, traitement diurétique.

### Fistule bronchique et empyème
Une fistule bronchique est une désunion du moignon bronchique. Elle entraîne la contamination de la cavité pleurale par des germes. Un empyème (infection de la cavité pleurale) peut toutefois se développer en absence de fistule.

### Syndrome post-pneumonectomie
Le syndrome post-pneumonectomie est une complication rare et tardive, apparaissant plusieurs mois voire plusieurs années après l'intervention. Il est causé par un déplacement excessif du médiastin vers le côté opéré et vers l'arrière, entraînant une compression de la bronche souche restante et un déplacement des veines caves, entraînant un essoufflement pouvant être important et, parfois, une trachéomalacie. Le traitement peut en être chirurgical, avec mise en place d'une prothèse dans la cavité de pneumonectomie, destinée à repousser le médiastin vers le milieu.

### Impact fonctionnel respiratoire
Après une pneumonectomie, et à distance de l'intervention après la période de rééducation, 97 % des patients n'ont aucun essoufflement, ou un essoufflement modéré à l'effort. S'il existe en effet une diminution moyenne de 30 % des volumes pulmonaires à la spirométrie, des mécanismes de compensation fonctionnelle se mettent en place, et à terme la majorité des patients ne conserve pas de handicap fonctionnel cardiaque ou respiratoire.